# Michael Valgren
Michael Valgren Andersen (Thisted, 7 de fevereiro de 1992) é um ciclista dinamarquês membro da equipa Dimension Data.

## Palmarés
2012
- Liège-Bastogne-Liège sub-23

2013
- Liège-Bastogne-Liège sub-23
- Flèche du Sud, mais 1 etapa
- 1 etapa do Tour de l'Avenir

2014
- 3° no Campeonato da Dinamarca Contrarrelógio
- Campeonato da Dinamarca em Estrada
- Volta a Dinamarca

2016
- 2° no Campeonato da Dinamarca Contrarrelógio
- 2º no Campeonato da Dinamarca em Estrada
- Volta a Dinamarca, mais 1 etapa

2018
- Omloop Het Nieuwsblad
- Amstel Gold Race

## Resultados nas Grandes Voltas e Campeonatos do Mundo
| Carreira           | 2011 | 2012 | 2013 | 2014 | 2015 | 2016 | 2017 | 2018 | 2019 |
| ------------------ | ---- | ---- | ---- | ---- | ---- | ---- | ---- | ---- | ---- |
| Giro d'Italia      | -    | -    | -    | -    | -    | -    | -    | -    | -    |
| Tour de France     | -    | -    | -    | -    | Ab.  | 77º  | 61º  | 44º  | -    |
| Volta a Espanha    | -    | -    | -    | 128º | -    | -    | -    | -    | -    |
| Mundial em Estrada | -    | -    | -    | 20º  | 67º  | -    | 21º  | 7º   | -    |

-: não participa

Ab.: abandono

## Equipas
- Glud & Marstrand/Cult Energy (2011-2013)
  - Glud & Marstrand-LRØ (2011-2012)
  - Team Cult Energy (2013)
- Tinkoff (2014-2016)
  - Tinkoff-Saxo (2014-2015)
  - Tinkoff (2016)
- Astana Pro Team (2017-2018)
- Dimension Data[1] (2019-)